# لایوش کو
لایوش کو (مجاری: Lajos Kű؛ زادهٔ ۵ ژوئیهٔ ۱۹۴۸) بازیکن فوتبال اهل مجارستان بود.
وی همچنین برندهٔ جوایزی همچون جایزه سچنیی شده‌است.
از باشگاه‌هایی که در آن بازی کرده‌است می‌توان به باشگاه ورزشی واشاش، باشگاه فوتبال فرنتس‌واروش، باشگاه فوتبال مول فهروار، و باشگاه فوتبال کلوب بروژ اشاره کرد.
وی در مسابقات کشوری و بین‌المللی در مجموع برندهٔ ۱ مدال نقره شده‌است.